# HC Škoda Plzeň

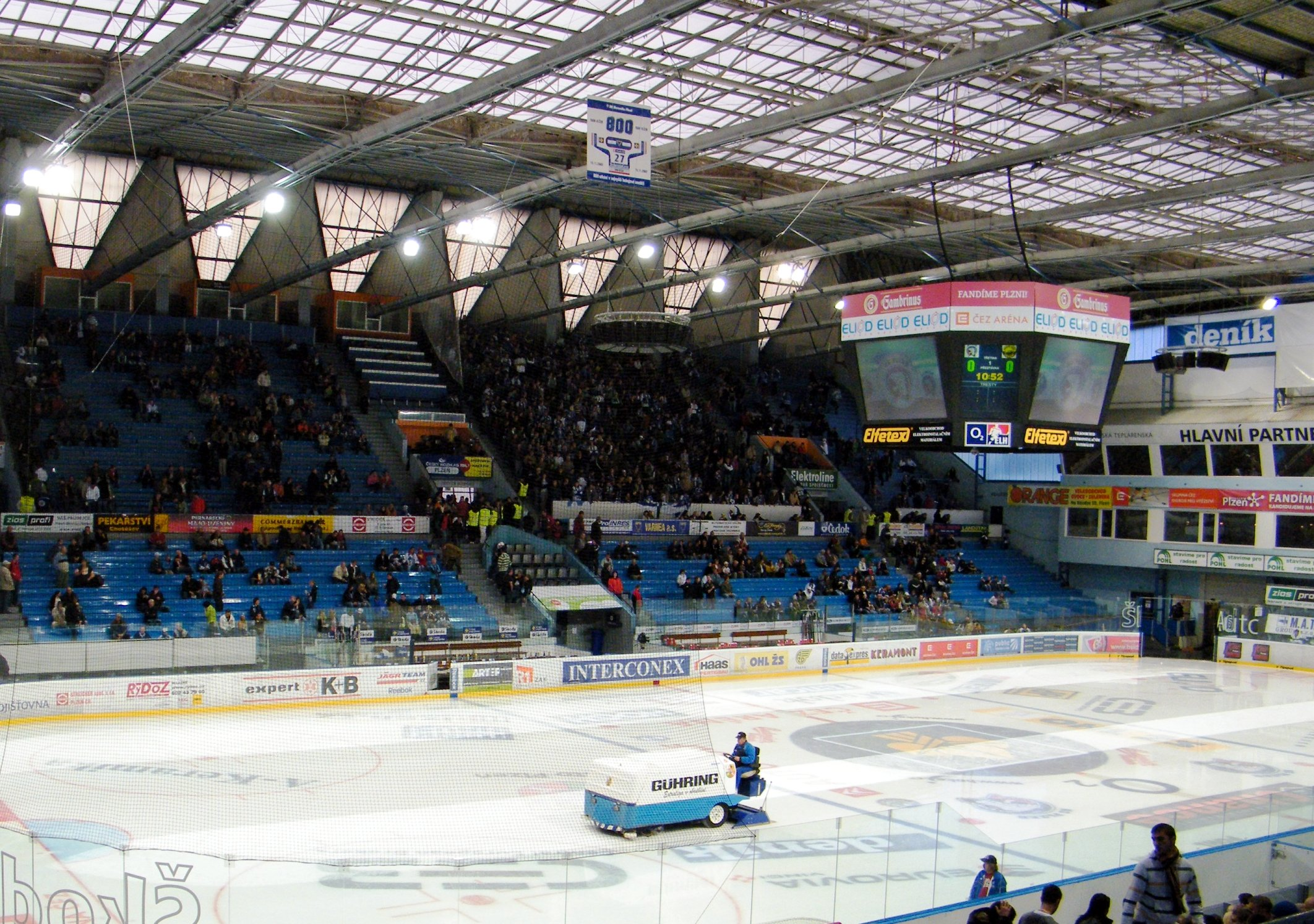
Arenan

HC Škoda Plzeň är en tjeckisk ishockeyklubb i Plzeň som bildades 1929. Klubben spelar i Extraliga och har sina hemmamatcher i ČEZ Aréna.

## Tidigare klubbnamn
- 1929 – Hokejový odbor při SK (Sportovní klub) Viktoria Plzeň
- 1948 – Sokol Plzeň IV
- 1949 – ZSJ Škodovy závody
- 1952 – ZSJ Leninovy závody
- 1953 – Spartak Plzeň LZ
- 1965 – TJ Škoda Plzeň
- 1991 – HC Škoda Plzeň
- 1994 – HC Interconnex Plzeň
- 1995 – HC ZKZ Plzeň
- 1997 – HC Keramika Plzeň
- 2003 – HC Lasselsberger Plzeň
- 2009 – HC Plzeň 1929
- 2012 – HC Škoda Plzeň